# Tortuosidade

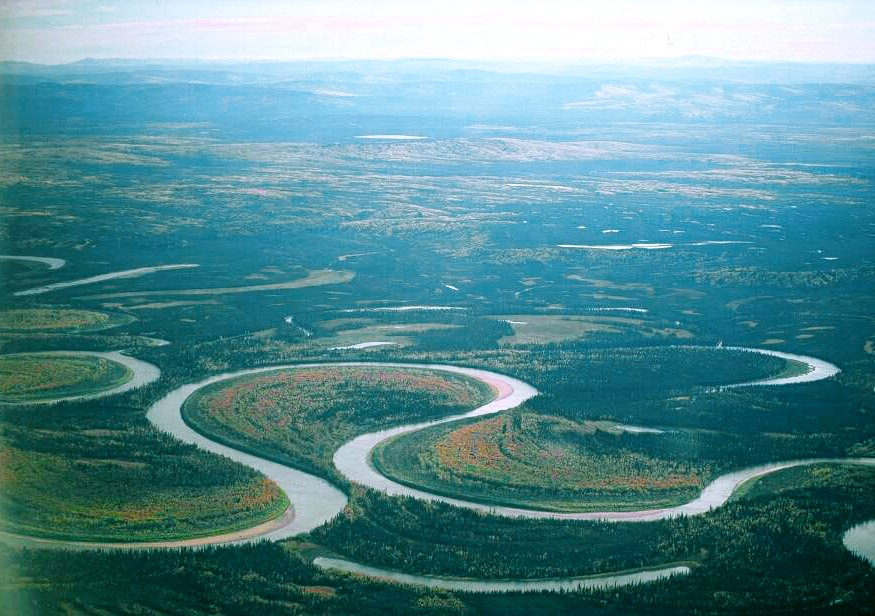
Um rio tortuoso (meandro do Rio Nowitna, Alasca)

Tortuosidade é uma propriedade de uma curva ser tortuosa (torcida; tendo muitas curvas). Têm sido feitas várias tentativas para quantificar essa propriedade. A tortuosidade é comumente usada para descrever a difusão em meios porosos , tais como solos e neve. 

## Tortuosidade em 2-D
Estimativa subjetiva (por vezes auxiliado por escalas de classificação optométrica) é frequentemente usada.
O método matemático mais simples para estimar a tortuosidade é a razão arco-corda: relação entre o comprimento da curva (L) e a distância entre as sua terminações(C):
{\displaystyle \tau ={\frac {L}{C}}}
A razão arco-corda é igual a 1 para uma linha reta e é infinita para um círculo.
Outro método, proposto em 1999, é estimar a tortuosidade como a integral do quadrado (ou módulo) de curvatura. Dividindo o resultado pelo comprimento da curva ou corda também tem sido tentado.
Em 2002 vários cientistas italianos propuseram mais um método. Primeiramente, a curva é dividida em diversas (N) partes com sinal de curvatura constante (usando histerese para diminuir a sensibilidade ao ruído). Então a razão arco-corda para cada parte é encontrada e a tortuosidade é estimada por:
{\displaystyle \tau ={\frac {N-1}{L}}\cdot \sum \limits _{i=1}^{N}{\left({{\frac {L_{i}}{S_{i}}}-1}\right)}}
Neste caso estima-se que a tortuosidade de uma linha reta e de um círculo seja 0.
Em 1993 o matemático suiço Martin Mächler propôs uma analogia: é relativamente fácil de andar de bicicleta ou carro em uma trajetória com curvatura constante ( um arco de círculo), mas é muito mais difícil de andar onde a curvatura muda. Isso implicaria que rugosidade ( ou tortuosidade) pode ser medida por uma mudança relativa da curvatura. Neste caso a medida "local" proposta foi a derivada do logaritmo da curvatura:
{\displaystyle {\frac {d}{dx}}\log \left(\kappa \right)={\frac {\kappa '}{\kappa }}}
Contudo, neste caso a tortuosidade de uma reta não é definida.
Em 2005 foi proposto  medir a tortuosidade por uma integral do quadrado da derivada da curvatura dividido pelo comprimento da curva:
{\displaystyle \tau ={\frac {\int \limits _{t_{1}}^{t_{2}}{\left({\kappa '\left(t\right)}\right)^{2}}dt}{L}}}
Neste caso, tortuosidade de uma linha reta e de um círculo é calculada como 0.
Dimensão fractal tem sido usada para quantificar a tortuosidade. A dimensão fractal em 2D para uma linha reta é 1 (o valor mínimo) e esse método possui o valor máximo de 2 para uma curva preenchedora de plano ou movimento Browniano
Na maioria desses métodos, filtros digitais e aproximações por splines podem ser utilizadas para diminuir a sensibilidade ao ruído.

## Tortuosity in 3-D
Normalmente são utilizadas estimativas subjetivas. Entretanto, algumas tentativas de adaptar os métodos de estimativa de tortuosidade em 2D foram feitas. Os métodos incluem razão arco-corda, razão arco-corda dividido pelo número de pontos de inflexão e integral do quadrado da curvatura dividido pelo comprimento da curva (a curvatura é estimada assumindo que pequenos segmentos da curva são planares).Outro método utilizado para quantificar a tortuosidade em 3D tem sido aplicado em reconstruções de cátodos de óxidos sólidos de células de combustível onde as somas da distância Euclidiana dos centroides de um poro foram divididas pelo tamanho do poro

## Aplicações da tortuosidade
A tortuosidade de vasos sanguíneos (por exemplo,vasos sanguíneos  da retina ou do cérebro) é usada como sinal médico.
Em matemática, splines cúbicas minimizam o funcional, equivalente à integral do quadrado da curvatura (aproximando a curvatura como a segunda derivada).
Em muitos problemas de engenharia lidando com transferência de massa em materiais porosos, como hidrogeologia ou catálise heterogênea, a tortuosidade refere-se à taxa de difusividade em espaço livre e na difusividade em meio poroso..